# 森山茂雄
森山 茂雄（もりやま しげお、1966年 - ）は、日本の映画監督。東京都出身。

## 略歴
大東文化大学文学部日本文学科卒業。
在学中は同大学の映画研究会（18期）に所属していた。

大学卒業後、映画監督を目指しピンク映画の現場へ飛び込む。
俳優・監督の池島ゆたかに師事し、数々の作品に助監督として参加する。

2002年、「桜井風花　淫乱堕天使」で監督デビュー。以後、コンスタントに作品を発表している。
ピンク四天王の佐野和宏が脚本提供する監督としても有名。

2012年公開のファンタジー・ドラマ、「トテチータ・チキチータ」では監督助手として参加している。
2020年代以降はいまおかしんじ監督作品にも助監督として参加。
2024年公開の『寝取られ巨乳熟女 戻れない快感』で約13年ぶりに監督業復帰。

## 監督作品
- 桜井風花 淫乱堕天使（2002年）[5]
- 小川みゆき おしゃぶり上手（2002年）
- 美人保健婦 覗かれた医務室（2003年）
- 純愛夫婦 したたる愛液（2003年）
- 夢を見た･･･ 「公開時タイトル：OL日記 あえぐ牝穴」（2003年）
- 後家・後妻 生しゃぶ名器めぐり（2004年）
- 素敵な片想い（2006年）
- 痴漢電車 秘貝いたずら指技（2006年）
- ワイセツ和尚 女体筆いじり（2007年）
- 大阪タコ焼きBLUES 「公開時タイトル：好きもの家系 とろけて濡れる」（2008年）[6]
- アラサー、よっこらしょッと！ 「公開時タイトル：肉体婚活 寝てみて味見」（2010年）
- それでも人生にイエスと言う 「公開時タイトル：あぶない美乳 悩殺ヒッチハイク」（2011年）[7]
- 寝取られ巨乳熟女 戻れない快感（2024年2月16日）[4]

## 短編
- Unbush 待ち伏せ（2006年）
- Old Friends（2007年）